# Gnomonia ischnostyla
Gnomonia ischnostyla är en svampart som först beskrevs av Jean Baptiste Desmazières, och fick sitt nu gällande namn av Karl Wilhelm Gottlieb Leopold Fuckel 1870. Gnomonia ischnostyla ingår i släktet Gnomonia och familjen Gnomoniaceae.   Inga underarter finns listade i Catalogue of Life.
I den svenska databasen Dyntaxa används istället namnet Ophiognomonia ischnostyla för samma taxon.  Arten är reproducerande i Sverige.